# 朝聖

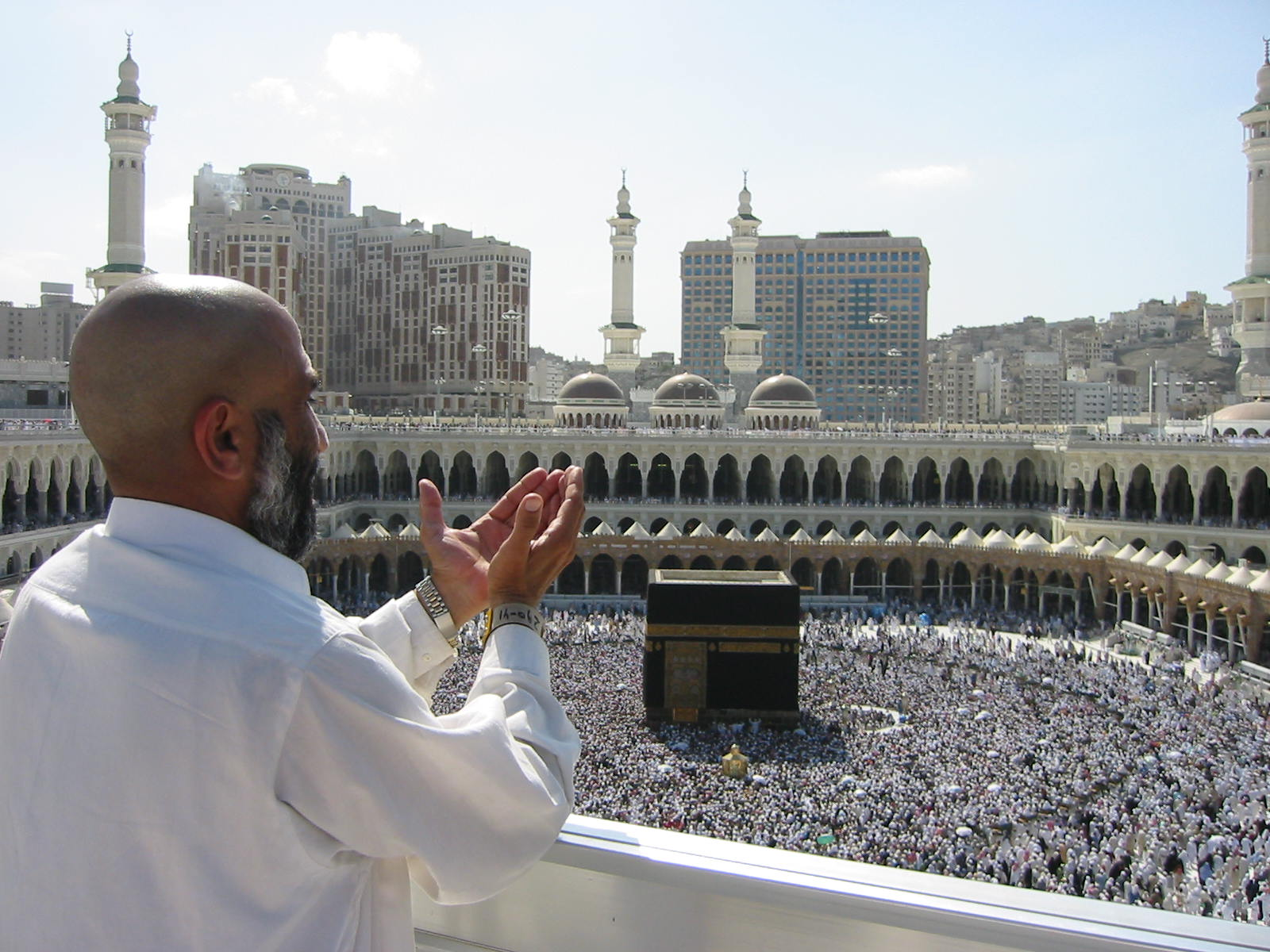
穆斯林在麥加朝聖

朝聖是宗教或靈性生活尋覓靈性意義的過程，通常是到一處聖地或者是對某人信仰有重要意義的地方。各大宗教都有朝聖的活動。從世俗的角度而言，朝聖是一種族群的認同，而非基於信仰。流行文化也正把朝聖重新定義，例如去探訪某小說、電視劇、電影或ACG等作品取材、拍攝的地點也被稱為朝聖、聖地巡禮。旅遊業興起之前，朝聖是人們離開家鄉出外遊歷的主要方式之一。

## 上古時期
很多古代宗教都有自己的聖地、神廟和樹林，供信眾前往參拜。
- 古埃及的卡納克神廟
- 古埃及的底比斯
- 古印度的Kurukshetra
- 古希臘德爾斐神示所
- 古希臘以弗所的狄阿娜神廟
- 黎巴嫩的巴爾貝克

## 巴哈伊信仰
巴哈欧拉在亚格达斯经中为巴哈伊列明兩處朝圣地點（信徒可任選其一，各有相配的儀式）：伊朗設拉子的巴孛故居（已毀）和在伊拉克巴格達的巴哈欧拉故居（未發還），其后，阿博都巴哈增加巴吉宅邸作为朝圣地点。目前，因为前往伊朗和伊拉克朝圣有较多限制，巴哈伊教的信徒一般前往以色列西北的海法、阿卡和巴吉宅邸（未有特別儀式）。
在能力許可和前無障礙的條件下，信徒有朝聖的義務（女性未被要求參加，但亦不禁止）。

## 佛教
印度佛教的四處聖地：
- 藍毗尼（佛誕生地）
- 菩提伽耶（佛成道地）
- 鹿野苑（佛首次講道地）
- 拘尸那（佛入滅地）

### 漢傳佛教
- 山西五台山（也是藏傳佛教的朝聖地），相传是文殊菩萨的道场；
- 浙江普陀山，观音菩萨的道场；
- 安徽九华山，地藏菩萨的道场；
- 四川峨眉山，普贤菩萨的道场；
- 广东南华寺，是禅宗六祖的真身舍利所在。

### 藏傳佛教
- 拉萨布达拉宫、大昭寺、小昭寺
- 格鲁派六大寺
- 宁玛派六大道场
- 岡仁波齊峰
- 納木措湖

### 日本（佛教／神道教）
在日本，按一定順序參拜神社或寺院（常是33或88座）稱為。最著名的是到四國島上的88座寺廟參拜，稱為「四国八十八箇所」。

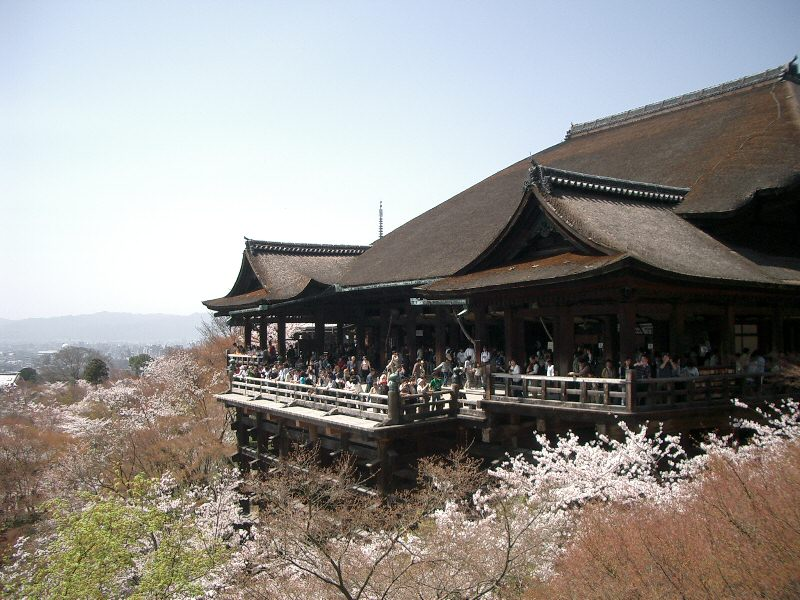
京都清水寺，西国三十三箇所其中一站

## 道教及漢語通行地區民間信仰
- 中國四川成都的青城山，道教的发源地之一。
- 中國江西龍虎山，正一道張天師家族的居住之地。
- 中國湖北武当山，據說是神明玄天上帝的居住之地。
- 中國茅山，漢代有茅盈等三兄弟在此修道而得名。南朝時道教學者陶弘景在此開創上清派。
- 崆峒山
- 终南山
- 齐云山
- 武夷山
- 中國泰山，東嶽大帝的發源地。
- 中國湄洲媽祖祖廟，世界各地天后宮的祖廟。

- 台灣馬祖境天后宮，媽祖靈穴（林默娘墓）。
- 台灣北港朝天宮，世界三大媽祖廟，媽祖分靈國家最廣，每年前往進香參拜人潮為全臺之冠。是台灣媽祖信仰總本山。
- 台灣台灣白沙屯媽祖進香
- 台灣大甲媽祖遶境進香活動

## 基督教
基督教原則上並不严格要求信徒朝聖。天主教和東正教認為信徒朝聖後可以得到特別的祝福；相反的，新教則不認為朝聖能取得祝福，但朝聖可令信徒反思聖經的故事。
早期的朝聖環繞耶穌基督的一生（4世紀時已經有教父鼓勵到聖地朝聖的紀錄），後來聖母顯現的地點、與聖人及殉道者相關的地點，以及羅馬也成為朝聖的地點。但是，广义而论，在本地的短期的徒步朝圣，亦属於朝圣的一种型态。
天主教歷史上最大的朝聖活動是教宗若望保祿二世在2005年4月2日去世後，四百萬來自其他地區的教友 ，連同三百萬在羅馬居民瞻仰教宗遺容。
世界青年日亦被視為現代的朝聖活動。最大規模的一次是1995年在菲律賓馬尼拉，有四百萬人參加。最近一次是2024年在葡萄牙里斯本。

### 主要朝聖地點
- 巴勒斯坦
  - 伯利恆（耶穌誕生地）
  - 拿撒勒（耶穌早年居地）
  - 耶路撒冷（耶穌受難、復活的地方）
- 羅馬
  - 梵蒂岡宗座 聖伯多祿大殿

### 聖母顯現地

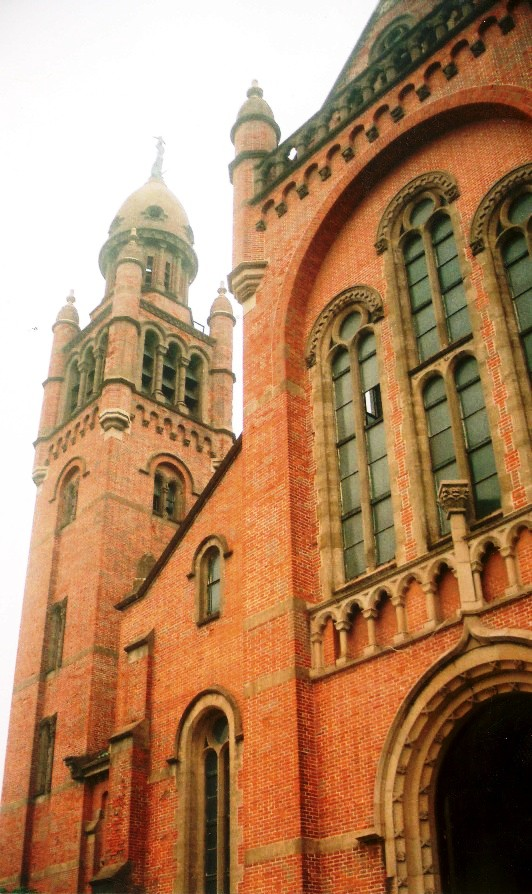
上海佘山聖母大殿

- 法國露德
- 葡萄牙花地瑪
- 波斯尼亞默主哥耶
- 中國上海市佘山进教之佑圣母大殿
- 中國河北省保定东闾中华圣母堂
- 墨西哥市瓜達盧佩聖母大殿
- 台灣宜蘭礁溪五峰旗聖母朝聖地

### 其他著名朝聖地點
- 英國坎特伯雷座堂（新教聖公宗宗座）
- 西班牙聖地亞哥-德孔波斯特拉主教座堂（聖雅各安葬地）
- 德國科隆主教座堂（東方三博士安葬地）
- 德國威登堡城市教堂（馬丁路德宗教改革之地）
- 意大利都靈主教座堂（都靈裹屍布所在地）
- 印度果亞舊城教堂區慈悲耶穌大殿（聖方濟各沙勿略安葬地）
- 希臘阿索斯山（東正教發源地）
- 埃及西奈山（摩西領十誡之地）
- 法國沙特爾大教堂（聖母聖衣所在地）
- 波蘭琴斯托霍瓦光明山修道院（黑色聖母所在地）

## 印度教

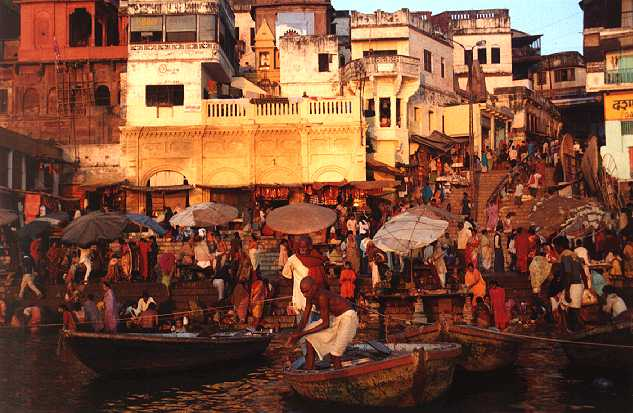
瓦拉納西

### 四大聖地
到這四處地點朝聖可脫離輪迴。
- Kedarnath
- 根戈德里（Gangotri）
- 瑞詩凱詩（Rishikesh）

### 其他
- 瓦拉納西

## 伊斯蘭教

### 朝覲
朝覲是伊斯蘭教五功之一。所有穆斯林，只要有能力，一生必須去一次麥加朝聖。另外多數什葉派穆斯林都會到伊朗的馬什哈德朝聖。

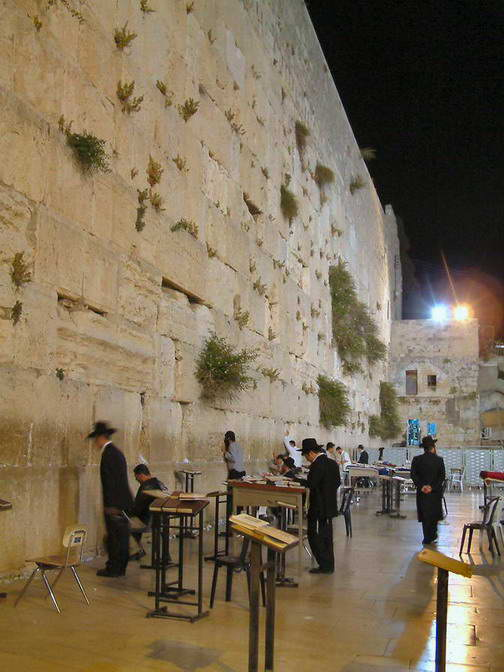
哭牆之夜

### 謁陵
在伊斯蘭國家，多有拜謁聖人或英雄的陵墓習俗。在特定時節謁陵更是國族認同的體現，但某些伊斯蘭教派對謁陵持負面態度。
穆斯林的謁陵地點有包含沙烏地阿拉伯麥地那的穆罕默德陵墓、耶路撒冷的圓頂清真寺与阿克萨清真寺（远寺）（先知穆罕默德登霄处）

## 猶太教
古代猶太教規定有能力者須每年到耶路撒冷慶祝逾越節、五旬節和住棚節，並在聖殿祭獻。在聖殿第二次被毀後，此習慣無法進行，猶太教徒只能在禱詞中祈求有朝一日重回錫安山。直到1967年，猶太人終於可以在哭牆祈禱。